# Yataity del Guairá
Yataity del Guairá es un municipio paraguayo del Departamento de Guairá, ubicado a 164 kilómetros al este de Asunción y a 17 km al norte de la capital departamental, Villarrica.
Es conocido como Cuna del Ao Po'i debido a que es el lugar donde se originó este tipo de bordado en algodón puro. Esta técnica fue transmitida de generación en generación por las mujeres locales y se remonta al siglo XIX durante el aislamiento que el país sufrió durante la dictadura de Gaspar de Francia.

## Toponimia e historia

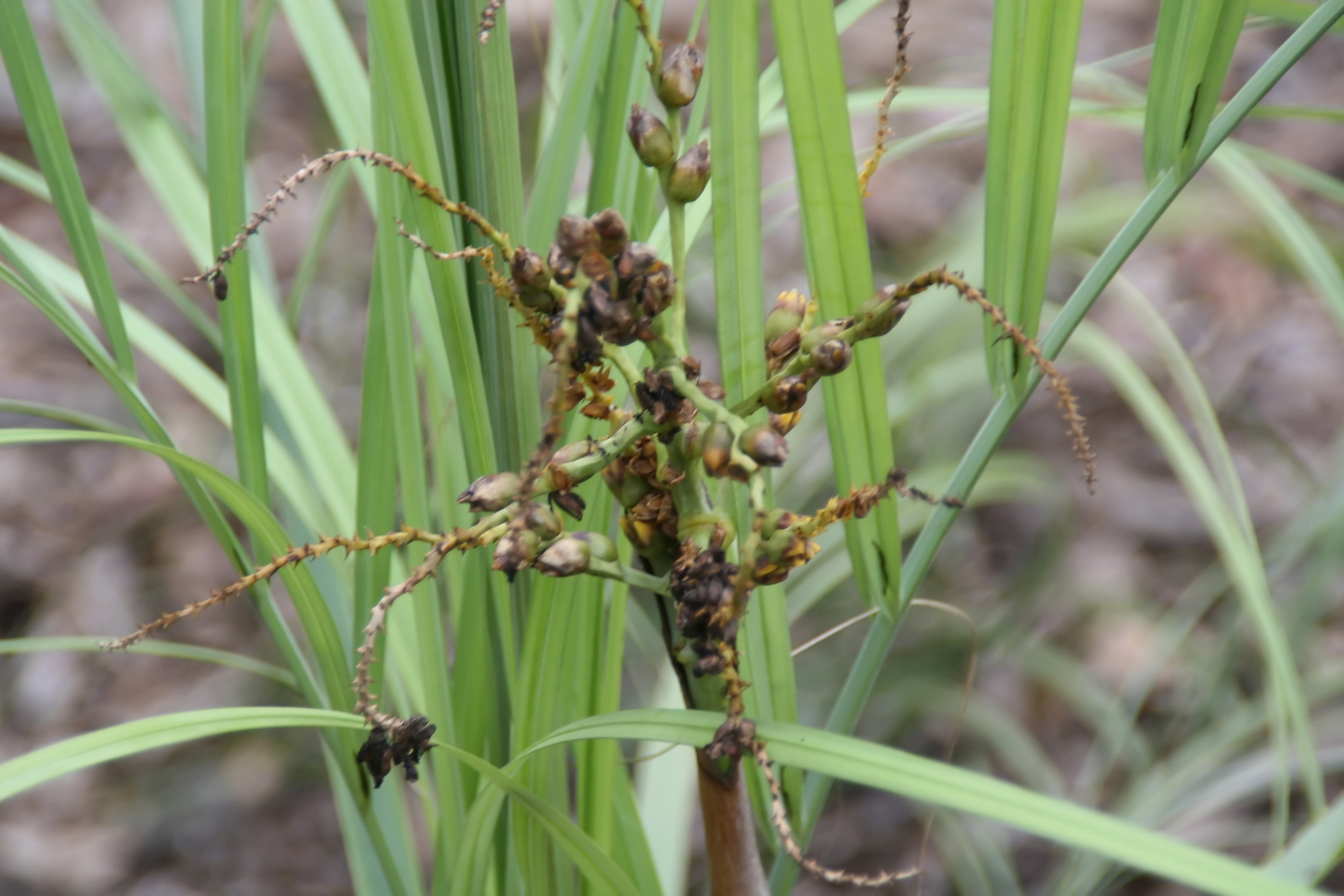
La palma yatay, especie de las arecáceas que originó el nombre del municipio.

Su nombre, Yataity, viene del guaraní y significa "plantaciones de palmera yatay". Su apelativo del Guairá se usa para diferenciarle de otros lugares llamados Yataity como Yataity del Norte y Yataity Corá. Tampoco debe confundírsele con el municipio de Yatytay, que aunque se escribe similar este último significa "río de caracoles"
La historia de Yataity se remonta a la época del último asentamiento de Villarrica en el paraje Ybytyruzú en 1682. A partir de allí, se empezó a explorar las zonas aledañas para la explotación forestal y el cultivo de yerba mate. La consolidación de Yataity como pueblo se debe al Capitán Bartolomé Oviedo oriundo de Villarrica. Oviedo adquirió tierras en lo que actualmente es Yataity por medio de una merced real en 1809 y organizó el poblamiento del terreno, destinó un predio para el cementerio y otro para la construcción de la primera capilla católica en el año 1818. El poblado fue oficialmente fundado en 1851, en tierras donadas por el Capitán Oviedo.

## Geografía
Tiene una superficie de 111 km², y está situado en un recodo en la margen oeste del Departamento de Guairá. Se encuentra irrigado por el río Tebicuarymí y por sus arroyos afluentes Mitay y Doña Pangracia.
Limita al norte con el Departamento de Caaguazú, separado por el río Tebicuarymí; al sur con Villarrica, separado por el arroyo Mitay; al oeste con Félix Pérez, separado también por el Mitay; y al este con Botrell, separado por el Tebicuarymí, y Mbocayaty.

## Subdivisión
Algunas compañías del municipio son Potrero Benegas, Tebicuary Costa, Capilla Cué, Santa Rita, Valle Pytá, 13 de Junio, Tajamar, Kaaguykupé y Capillita. 

## Economía

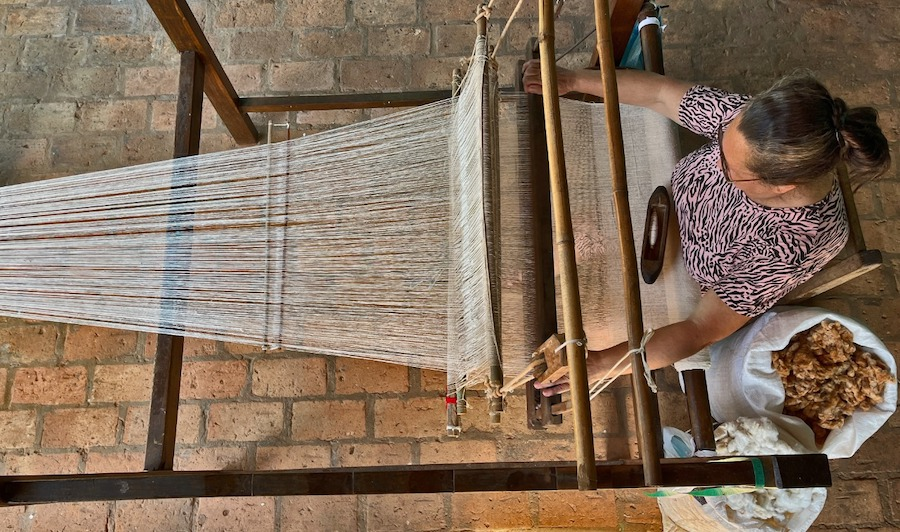
Mujer de Yataity en confección tradicional del Ao Po´i.

La comunidad conserva una antigua tradición de tejedoras que utilizan aún los rústicos telares de madera.  
Virtualmente toda la economía del municipio gira en torno a la confección de prendas de ao po’i. Se estima que unas 2200 personas de la localidad se dedican a la confección de este bordado, lo que significa un 80% de las familias residentes involucradas en el rubro.Estos productos se venden en todo el país y se exportan a Argentina, Europa y Estados Unidos. Sólo el 10% de los habitantes tiene otro tipo de oficio, como la agricultura y ganadería de subsistencia. 
Según resultados del Censo Económico Nacional del INE, para 2010 en Yataity había un total de 283 unidades económicas de las cuales 201 se dedicaban a la industria (71%), 60 al comercio (21,2%) y 22 a los servicios (7,8%). Los ingresos de la industria supusieron un 42,45% del total de los ingresos.

## Infraestructura
Se accede mediante las carreteras Ruta PY02, Ruta PY08 y Ruta PY10, con un empalme de dos kilómetros totalmente asfaltado sobre la ruta PY08.  Los demás caminos internos se encuentran enripiados y terraplenados. Cuentan con autobuses para los viajes a la capital del país y a los otros departamentos. Para los traslados internos cuentan con buses de menor capacidad.

## Cultura
La Expo Feria del Ao po'í es uno de los eventos más célebres de esta localidad que tiene lugar en la plaza Francisco Roa frente a la iglesia. Cientos de artesanos exponen y venden prendas tradicionales y familias locales venden comida típica.
En el Museo del Ao po´i se exhiben cuadros con los bordados y los materiales que se usan para elaborarlos. Además, se ofrecen tutoriales para aprender a confeccionar el tejido de la manera tradicional.
En cuanto a la cultura religiosa, cada 7 de octubre se conmemora a la Santa Patrona la Virgen del Rosario. Las fiestas comienzan con la novena que se realiza en la iglesia del pueblo y se continúa con la versión paraguaya de la corrida de toros conocida como torín y se monta un parque de diversiones. A la noche se organiza una fiesta bailable con grupos musicales que tocan en vivo. Al día siguiente se celebra la Misa Central con el sacerdote del pueblo seguida de la procesión de la imagen de la Virgen. Terminada la procesión, se inicia la jineteada, la versión local de la corrida de sortija y se cocina el asado a la estaca. Por la tarde se realiza la última corrida de toros como clausura de la celebración. 
El municipio conserva varias viviendas de estilo colonial y muchos de sus residentes aún transitan a caballo y en carretas.